# Vindolanda

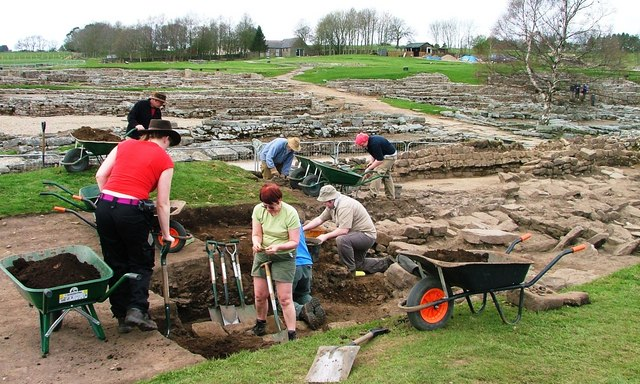
Vindolanda el 2006

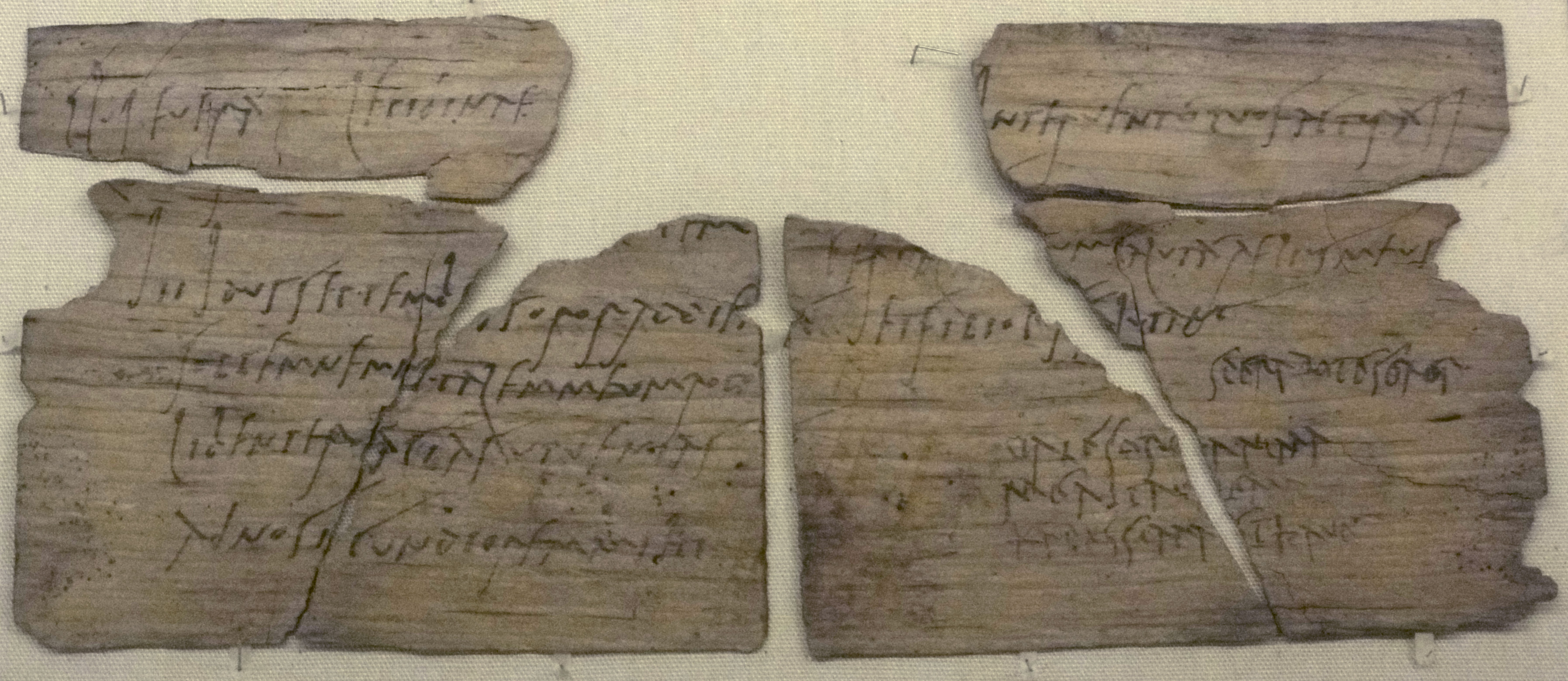
Tauleta 291 (escriptura cursiva romana)

Vindolanda va ser un castrum, concretament, un dels forts que custodiaven la muralla d'Adrià, prop del poble de Bardon Mill, en el comtat de Northumberland, al nord-est d'Anglaterra. En les seves ruïnes, van ser trobades les celebrades tauletes de Vindolanda.
El 2011, el Museu Britànic va deixar en préstec nou tauletes al museu de Vindolanda.